# Eduardo Racedo
Eduardo Racedo (Paraná, Entre Ríos, 14 de octubre de 1843 - Buenos Aires, 31 de diciembre de 1918) fue un militar del ejército argentino con largo servicio a la república. Peleó en la guerra del Paraguay, la guerra civil y la Conquista del Desierto. Fue gobernador de la provincia de Entre Ríos, ministro de Guerra y Marina durante la presidencia de Miguel Juárez Celman y ministro de Guerra durante la presidencia de José Figueroa Alcorta. Terminó su carrera como teniente general.
El Regimiento de Infantería de Montaña 10 Tte. Gral. Eduardo Racedo con asiento en la provincia de Neuquén rinde homenaje a su nombre como ilustre general de la nación.

## Infancia y juventud
Eduardo Racedo nació el 14 de octubre de 1843 en Paraná, provincia de Entre Ríos. Era el segundo hijo del matrimonio entre Pedro Racedo Machado, oriundo de Córdoba, y Desideria Farías Saa, argentina, al parecer hija de portugueses; tenía un hermano mayor, Genaro, y una hermana menor, Desideria.
Establecido en Buenos Aires, durante la precaria paz producto del Pacto de San José de Flores entre la Confederación Argentina y el Estado de Buenos Aires, Racedo inició su carrera militar con tan solo 17 años, cuando se alistó en el Ejército del Estado de Buenos Aires el 2 de abril de 1860; en dicha ocasión, ingresó con el grado de aspirante al Batallón N.º 2 de Infantería de Línea de Buenos Aires. Posteriormente, su destacada labor le permitió ser trasladado a la frontera Oeste, más precisamente a Rojas.

## Campañas militares
Tras ser ascendido a subteniente el 27 de marzo de 1861, Racedo participó de la batalla de Pavón, la cual tuvo lugar el 18 de septiembre de aquel año, en el Ejército del Estado de Buenos Aires, al mando del general Bartolomé Mitre. Posteriormente, integró las fuerzas que marcharon hacia Corrientes en apoyo del general Nicanor Cáceres, quien inició un movimiento en favor del Estado de Buenos Aires.
Como capitán del batallón número 2 de infantería de Línea, marchó a la guerra del Paraguay, participando en la represión de la invasión paraguaya de Corrientes, en la batalla de Yatay y en las de Estero Bellaco, Tuyutí, Boquerón, Curupaytí.
Regresó a la provincia de Corrientes para apoyar la revolución contra el gobernador constitucional Evaristo López por orden del presidente Mitre. A partir de enero de 1869 se incorporó a la defensa de la frontera sur de la provincia de Córdoba, y pocas semanas después fue ascendido al grado de teniente coronel.
En abril de 1870 fue destinado a la provincia de Entre Ríos, donde participó en la represión de la rebelión jordanista, tomando parte en las batallas de Sauce y Santa Rosa a órdenes de los generales Emilio Conesa e Ignacio Rivas.
De regreso en la frontera cordobesa participó en varios combates contra los ranqueles a órdenes del general José Miguel Arredondo.
En el mes de junio de 1873 volvió a Entre Ríos para enfrentar la segunda sublevación de López Jordán a órdenes del general Juan Ayala; participó en la victoria de Arroyo Espinillo a órdenes de Luis María Campos, y en la batalla de Don Gonzalo a órdenes directas del general Martín de Gainza.
Regresó en enero de 1874 a la frontera cordobesa, y a fines de ese mismo año se negó a secundar al general Arredondo en la revolución de ese año; se incorporó a las fuerzas del coronel Julio Argentino Roca como Jefe de Estado Mayor. Participó en la batalla de Santa Rosa como jefe del ala derecha de las fuerzas nacionales y fue ascendido al grado de coronel en el campo de batalla.
De regreso a la frontera con los ranqueles, dirigió varias ofensivas sobre éstos, como la captura del cacique Ramón Cabral, el 18 de septiembre de 1877. Participó en las campañas preparatorias para la Conquista del Desierto, y en octubre de 1878 capturó al cacique general Epumer, y dispersó las fuerzas de Baigorrita. En su ofensiva ocupó las tolderías de Poitahué y llegó a las orillas del río Salado.
Fue el jefe de la 3.ª División del Ejército durante la campaña general dirigida por Roca. Por segunda vez no logró capturar a Baigorrita, pero lo forzó a huir hacia la cordillera de los Andes con sus fuerzas muy disminuidas. Rescató 46 cautivos y tomó prisioneros a 123 "indios de pelea" y 469 "de chusma." Dos años más tarde publicó su libro "La Conquista del Desierto".
Al año siguiente participó en la represión de la revolución del gobernador porteño Carlos Tejedor; al frente de una división trasladada por vía fluvial hasta Campana, fracasó en impedir la concentración enemiga en la batalla de Olivera. Dos semanas más tarde derrotó a las fuerzas porteñas de José Inocencio Arias en la batalla de Puente Alsina. El 9 de julio de ese año fue ascendido al grado de coronel mayor, equivalente a general de brigada.

## Carrera política
De regreso a lo que había sido la frontera indígena, fundó la ciudad de Victorica y permaneció en esa zona hasta el 1.º de enero de 1883, con el título por el de “Sub-Inspector del Ejército de Córdoba y Santa Fe”. El 3 de noviembre de 1882 fue ascendido a general de división.
El 1 de mayo de 1883 fue elegido gobernador de Entre Ríos; entre sus seguidores había muchos antiguos partidarios de Ricardo López Jordán, entre ellos los ministros Juan A. Mantero y Miguel Laurencena. Apenas llegado al cargo, llamó a una Convención Constituyente, que reformó la constitución provincial en noviembre de 1883, y a fines de ese mismo año trasladó la capital de la provincia de Concepción del Uruguay a Paraná. Entre los elementos que se introducen con la reforma de la Ley fundamental de la Provincia, cabe mencionar: 
- Se proclama -por primera vez- la educación gratuita, laica y obligatoria en el nivel primario.[7]
- Se convierte la Legislatura provincial en un parlamento bicameral al agregarse a la Cámara de Diputados existente, la Cámara de Senadores integrada por un senador representante de cada Departamento de la Provincia, y presidida por el Vicegobernador de la Provincia, cargo que también es creado por esta reforma constitucional.
- Se amplían los alcances de la autonomía municipal en materia política, administrativa y financiera;
- Se fortalece la descentralización del Poder Judicial (que pasa de dos a seis jurisdicciones departamentales en el territorio provincial).
- Se instituye el procedimiento de juicio político para los cargos de Gobernador y Vicegobernador, Secretarios de Estado, los miembros del Superior Tribunal de Justicia y demás jueces letrados.[8]

Durante su gestión fueron fundados los pueblos de Federación y San Salvador, además de varias colonias agrícolas. Creó el sistema previsional para empleados del estado provincial, el Consejo Provincial de Educación y el Registro del Estado Civil de las Personas. También fundó el Banco de Entre Ríos y el Museo de Paraná, por iniciativa del presidente del Consejo de Educación, Pedro Scalabrini.
Renunció al cargo de gobernador el 15 de enero de 1887, para asumir el cargo de Ministro de Guerra y Marina, reemplazando al general Nicolás Levalle. A su vez, renunció este cargo el 10 de abril de 1888, pero no fue reemplazado en el mismo hasta abril de 1890, por el mismo Levalle.
Pasó a retiro a partir de esa fecha, y participó en la represión de la Revolución del Parque, de julio de 1890, como comandante del Cuerpo de Reserva, con asiento en la Capital. Entre febrero y mayo de 1897 interrumpió su inactividad para ser Jefe del Estado Mayor del Ejército Argentino.
El septiembre de 1904 fue ascendido al rango de teniente general. Seis años más tarde comandó el desfile militar para las celebraciones del centenario argentino.
Falleció en Buenos Aires, el 31 de diciembre de 1918. Estaba casado con Enriqueta Otaño.